# Harmke de Boer-Baltjes
Harmke de Boer-Baltjes (Dronrijp, 27 december 1879 - Hengelo, 1 juni 1954) was het eerste vrouwelijke gemeenteraadslid in Hengelo (Overijssel) en ontvanger van de Yad Vashem-onderscheiding voor het in huis nemen van Joodse onderduikers in de Tweede Wereldoorlog.

## Jeugd
Mevrouw H. de Boer-Baltjes is in 1879 in Dronrijp in Friesland geboren. Ze heeft de opleiding tot onderwijzeres gevolgd en was al vroeg sociaal bewogen. Zo was ze onder de indruk geraakt van de slechte woonomstandigheden van een gezin met zeven kinderen. Nadat ze zich met haar man in Hengelo gevestigd had, werden ze beiden actief in de socialistische beweging. Ze zette zich in voor het vrouwenkiesrecht en nam deel aan diverse manifestaties voor het vrouwenkiesrecht en de achturige werkweek. Ook hield ze een 1 mei-rede in het Concertgebouw van Hengelo.

## Gemeenteraadslid
De Boer-Baltjes is het eerste vrouwelijk gemeenteraadslid in Hengelo. Vanaf 1919 tot en met 1934 heeft zij voor de S.D.A.P. (Sociaal-Democratische Arbeiders Partij) in de gemeenteraad van Hengelo gezeten. Doordat de S.D.A.P. bij de plaatselijke raadsverkiezingen in 1919 veel zetels in Hengelo had veroverd en vrouwen gekozen mochten worden, kwam zij in de Hengelose gemeenteraad. Tijdens haar zittingsperiode heeft ze zich sterk gemaakt voor schoolvoeding en -kleding. Ze hielp zelf ook mee met het uitdelen van soep, zowel in de Eerste als in de Tweede Wereldoorlog.
Tijdens de Tweede Wereldoorlog bood ze als weduwe onderdak aan Joodse onderduikers, waaronder Meier Asscher en zijn zus Fieke Asscher (kinderen van de opperrabbijn van Groningen en van Clara Asscher-Pinkhof, de latere schrijfster van Sterrekinderen). Broer en zus hebben de oorlog overleefd en altijd nauw contact onderhouden met mevrouw de Boer-Baltjes. Voor haar onderduikwerk heeft ze de Yad Vashem-onderscheiding gekregen, de hoogste die Israël toekent.